# دان هاريئل
دان هاريئل  (بالعبرية: דן הראל‏) (من مواليد 1955) هو عقيد متقاعد في الجيش الإسرائيلي ويشغل حالياً منصب نائب رئيس الأركان، وقد كان قائد القيادة الجنوبية خلال عملية الانسحاب من قطاع غزة، وقد شغل منصب السكرتير العسكري لشئون الدفاع عند اسحق رابين، وموشيه أرينز، وايهود باراك.

## سيرة
ولد في مدينة حيفا وتلقى تعليمه في فيها، حيث أنهى دراسته فني الكترونيات، حصل درجة البكالوريوس مع مرتبة الشرف في العلوم السياسية في جامعة حيفا، وأتم الدراسات العليا وحصل على دورة متقدمة في المدفعية في الجيش الأميركي. بدء مهنته كرجل عسكري في 1947 في سلاح الجو الإسرائيلي قبل ان ينتقل إلى سلاح المدفعية في عام 1976. في عام 1993 تم تعيينه رئيس لدائرة العمليات للموظفين في هيئة الأركان العامة، وبقي في هذا المنصب حتى عام 199، ثم عين قائد المنطقة العام، وهو منصب شغله حتى عام 1998. في عام 1996، خلال هبة البراق أصيب بعدة أعيرة في جسمه خلال توغل لقوات الاحتلال في مدينة طولكرم ونفق حائط المبكى أعمال الشغب، وأصيب بأعيرة نارية في مدينة طولكرم، أدت لتهتكات واضحة في فخده.
في عام 1998 تم تعيينه وزير الجيش وشغل منصب وزير الدفاع اسحق مردخاي للشؤون العسكرية المدانية، ومسئول عن سلاح المدرعات، وفي العام 2000 عين قائدا لفرقة المتفجرات المدرعة في القيادة الشمالية للجيش، وفي عام 2001 تمت ترقيته إلى قائد عام للعمليات. في عام 2003 شغل جرة تدوير في مناصب الجيش، وقد عين قائداً للقيادة الجنوبية، والتي كانت مسئولة عن القتال في قطاع غزة وتنفيذ خطة الانسحاب من القطاع. ي عام 2005 أنهى مهام منصبه كقائد لقيادة المنطقة الجنوبية، وعين ملحقا عسكريا في الولايات المتحدة. في العام 2007، تم تعيينه في منصب نائب رئيس هيئة الأركان بدلاً من موشي كابلينسكي، وفي تشرين الأول 2009 استبدل ببيني جانتز، لكن عندما أصبح جانتز رئيس للأركان أعيد ليعين نائب له العام الماضي. وعين هاريل في يناير 2011 رئيس تنفيذي لوزارة المواصلات، البنى التحتية الوطنية والسلامة على الطرق الإسرائيلية، لكنه أعلن استقالته في أكتوبر 2011.